# Гросерлах
Гросерлах (нім. Großerlach) — громада в Німеччині, знаходиться в землі Баден-Вюртемберг. Підпорядковується адміністративному округу Штутгарт. Входить до складу району Ремс-Мур.
Площа — 27,14 км2. Населення становить 2508 ос. (станом на 31 грудня 2020).